# Les Boulugres

Les Boulugres est un film français d'animation  de Jean Hurtado sorti en 1984.

## Synopsis
Herbert est un jeune homme qui entreprend des recherches médicales avec un vieux savant. Les Boulugres sont atteints d’un champignon dégoûtant poussant sur la tête des mâles.

## Fiche technique
- Titre français : Les Boulugres
- Réalisation : Jean Hurtado
- Production : Cinémation, FR3
- Producteur délégué : Manuel Otéro
- Animation : Alberto Ruiz, Jacques Galan, Emmanuel Rouffio, Manuel Otéro, Jean Hurtado
- Genre : animation
- Musique : David McNeil
- Voix : Michael Lonsdale, Catherine Ringer, Daniel Berlioux[1]
- Ingénieur du son : Michel Fano
- Directeurs de la photo : David Ferré, Emmanuel Rouffio
- Monteuse : Pauline Leroy
- Décors : Camille Grandval
- Durée : 75 minutes
- Format : Couleurs
- Dates de réalisation : 1979-1983
- Dates de sortie : 1984 [le film n’a pas été distribué commercialement en salles]